# Imager for Magnetopause-to-Aurora Global Exploration
Imager for Magnetopause-to-Aurora Global Exploration (IMAGE, auch Explorer 78) ist ein Forschungssatellit der NASA, der als Explorer-Mission der MIDEX-Klasse (Middle-sized Explorer) die Einflüsse des Sonnenwinds auf die Magnetosphäre untersuchte. Er wurde bekannt, als ein kanadischer Funkamateur 2018, mehr als zehn Jahre nach Ende der Mission, wieder Kontakt zu der totgeglaubten Sonde aufnehmen konnte.

## Missionsverlauf

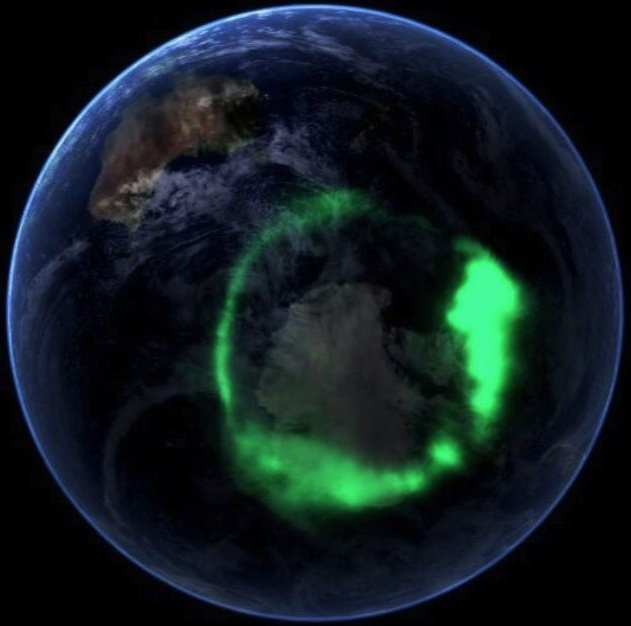
Aurora Australis (grün) aufgenommen von IMAGE. Das Bild der Erdkugel ist digital nachträglich in die Aufnahme einmontiert worden

Der 1996 genehmigte Satellit wurde von Lockheed Martin Missiles & Space in Sunnyvale gebaut. Eine Delta-7326-Rakete brachte am 25. März 2000 den Satelliten von der Vandenberg Air Force Base auf eine hochelliptische polare Umlaufbahn mit einem Perigäum von 1400 km und einem Apogäum von 8,2 Erdradien.
IMAGE verwendete abbildende Messverfahren für neutrale Atome, Ultraviolettstrahlung und Radiowellen um folgende Untersuchungen durchzuführen:
- Identifikation der Hauptmechanismen für die Injektion des Plasmas in die Magnetosphäre während magnetischer Stürme und Teilstürme.
- Untersuchung der direkten Reaktion der Magnetosphäre auf Veränderungen des Sonnenwinds.
- Untersuchung, wie und wo die Energetisierung, der Transport und schließlich der Verlust des magnetosphärischen Plasmas während magnetischer Stürme und Teilstürme stattfindet.

Nach 5,8 Jahren erfolgreichem Betrieb reagierte der IMAGE-Satellit am 18. Dezember 2005 nicht mehr auf Funksignale. Ursache des Versagens war vermutlich ein Fehler in der Energieversorgung des Transponders.
Auf der Suche nach den Spuren der ZUMA-Mission entdeckte der kanadische Funkamateur Scott Tilley am 20. Januar 2018, dass der Satellit wieder sendet. Möglicherweise führte eine länger andauernde Abschattung der Solarzellen zu einem Entleeren der Batterien und anschließend einem Neustart des Bordcomputers. Am 30. Januar konnten Telemetriedaten der Sonde empfangen werden. Anders als zuvor angenommen arbeitet der Satellit derzeit auf der defekt geglaubten A-Seite des redundanten Bordcomputers. Der Zustand der Sonde ist gut, die Batterie voll geladen. Es soll nun versucht werden, die wissenschaftlichen Instrumente wieder zu aktivieren. Dazu muss zunächst die alte Software adaptiert werden und passende Hardware gefunden werden.
Am 22. Februar 2018 wurde das Signal von IMAGE zunächst instabil und ging zwei Tage später ganz verloren. Dieser allmähliche Ausfall des Signals ähnelte nicht dem plötzlichen Komplettausfall von 2005.
Am 9. Mai 2018 konnte der Kontakt zu IMAGE wieder aufgenommen werden. Man sandte eine Menge Kommandos, um den Status des Satelliten zu erfahren. Der Satellit empfing nur wenige der Kommandos, der Kontakt brach im August 2018 ein weiteres Mal ab und konnte nicht wiederhergestellt werden.
Aktuell (Oktober 2019) konnte kein Kontakt aufgenommen werden. Die NASA erklärte die Mission daher für beendet.

## Aufbau

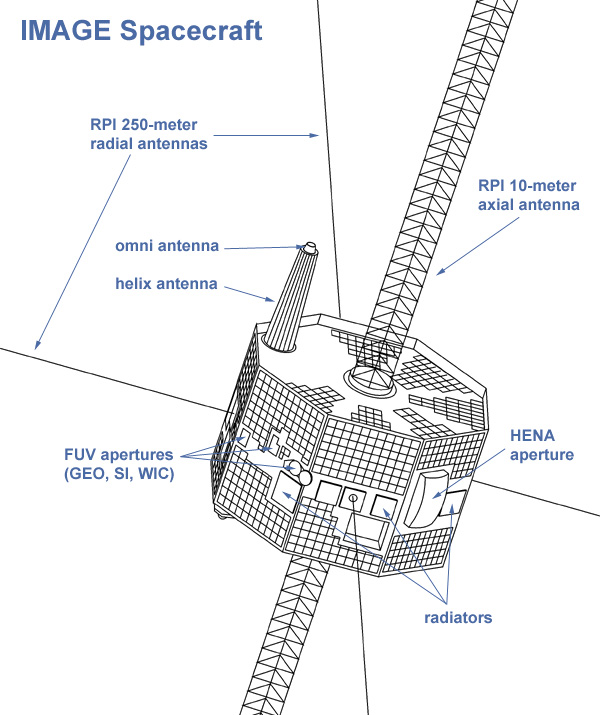
Aufbau von IMAGE

Der IMAGE-Satellit hat die Struktur eines oktogonalen Prismas, von dem zwei axiale Ausleger und vier radiale Antennen ausgehen. Solarzellen auf den Seitenflächen sichern die Energieversorgung. IMAGE ist spinstabilisiert.
Die wissenschaftliche Ausrüstung besteht aus folgenden Instrumenten:
- Ein Satz von drei Neutral Atom Imagers (NAI, engl. für Neutrale Atome abbildende Instrumente) liefert Energie- und Zusammensetzungsaufgelöste Bilder bei Energien von 10 eV bis 200 keV. Die zeitliche Auflösung beträgt 300 Sekunden.
- Zwei abbildende Ultraviolett-Instrumente decken den Wellenlängenbereich von der VUV-Strahlung (20–180 nm) bis zur extrem ultraviolette Strahlung (30,4 nm) ab.
- Der Radio Plasma Imager (RPI) ist ein Radar mit niedriger Leistung, das im Radiofrequenzbereich von 3 kHz bis 3 MHz arbeitet. In diesem Frequenzbereich liegen die Plasma-Resonanz-Frequenzen der irdischen Magnetosphäre. RPI besteht aus zwei zehn Meter langen axialen Auslegern und vier je 250 Meter langen radialen Antennen.